# Disparen a matar
Disparen a matar es una película venezolana de 1991, fue la primera película de ficción del documentalista Carlos Azpurua, en el que plantea una trama policial con un fuerte contenido político. La película cuenta con guion de David Suárez. 

## Sinopsis
El trabajo de Suárez en Disparen a matar se destaca por haber creado frase: “Yo lo único que le pido a Dios es que me cambie este dolor por rabia” (Mercedes por Amalia Pérez Díaz).

## Elenco
- Amalia Pérez Díaz - Doña Mercedes Martínez
- Jean Carlo Simancas - Santiago García
- Daniel Alvarado - Oficial Castro Gil
- Flor Núñez - Nancy De García
- Miguel Ángel Landa - Comandante Villasmil
- Héctor Mayerston - Lic. Federico Valero
- Dora Mazzone - Gabriela
- Víctor Cuica - Freddy
- William Mújica - Oficial Rondón
- Juan Carlos Gardié - Antonio Martínez
- Tito Aponte - Oficial Aponte
- Julio Mujica - Oficial Lugo
- Juan Galeno - José Martínez
- Francis Romero - Luisa De Martínez
- Antonieta Colón - Doña Juliana
- Isabel Hungría - Doña Olga
- Isabel Palacios - Paula
- Cecilia Bellorin - Mujer de Lugo
- Judith Cegarra - La Guaricha
- Héctor Campobello - Portugués
- Otilia Docaos - Fiscal de Jefatura
- Enrique Oliveros- Oficial Andrade
- Zoed Eligon - Testigo Julián
- Oscar Cabrera - Antonio

## Producción
La película contó con el promocionada por Consejo Nacional de Cultura, la Alcaldía de Caracas, las Gobernaciones de los estados Anzoategui y Sucre, y el partido Causa R.[cita requerida]

## Premios
- 1991, Festival de Cine Iberoamericano de Huelva, Edición 17º, Largometraje, Colón de Oro del Público al Mejor Largometraje | Mención Especial del Jurado.

## En la cultura popular
- De la película apareció un libro en 2015 escrito por el periodista Gustavo Azócar Alcalá.[3]
- La película en 2015 fue ordena por el presidente Nicolás Maduro a que fuese emitida en VTV y TVes. Esto a un día de las elecciones parlamentarias en Venezuela de 2015.[4]